# Animal Control
Animal Control es una serie de televisión de comedia de situación estadounidense que se estrenó el 16 de febrero de 2023 por Fox. La serie es producida por Roughhouse Productions, Middletown News, Wow a Fox y Fox Entertainment Studios. En mayo de 2025, la serie fue renovada para una cuarta temporada.

## Premisa
Un grupo de trabajadores de Control de Animales en Seattle comienza a ver complicada su vida por los humanos y no tanto por los animales.

## Reparto

### Principales
- Joel McHale como Frank Shaw
- Vella Lovell como Emily Price
- Michael Rowland como Fred «Shred» Taylor
- Ravi Patel como Amit Patel
- Grace Palmer como Victoria Sands

### Recurrentes
- Gerry Dee como Comisario Templeton Dudge
- Kelli Ogmundson como Dolores Stubb
- Alvina August como la Dra. Colette Summers
- Amy Goodmurphy como AM Dispatch
- Kevin Bigley como Rick Doyle
- Krystal Smith as Bettany (temporada 2–presente)[3]

### Invitados
- María Gabriela de Faría como Camila (temporada 1)
- Kalyn Miles como Maya Patel
- Dayah Brar como Addy Patel
- Tristan D. Lalla como Jack
- John Procaccino como Jimmy Shaw
- Ken Jeong como Lee Park (temporada 2)
- Sarah Chalke como Yazmin (temporada 2)[3]
- Thomas Lennon como Patrick Shaw (temporada 2)
- Chelsea Frei como Isabelle (temporada 2)
- Maz Jobrani como Lucas (temporada 2)
- Larry Joe Campbell como Carl (temporada 2)[4]

## Episodios
| Temporada | Temporada | Episodios | Episodios | Emisión original      | Emisión original    |
| Temporada | Temporada | Episodios | Episodios | Primera emisión       | Última emisión      |
| --------- | --------- | --------- | --------- | --------------------- | ------------------- |
|           | 1         | 12        | 12        | 16 de febrero de 2023 | 4 de mayo de 2023   |
|           | 2         | 9         | 9         | 6 de marzo de 2024    | 8 de mayo de 2024   |
|           | 3         | 10        | 10        | 2 de enero de 2025    | 13 de marzo de 2025 |

### Primera temporada (2023)
| N.º en serie | N.º en temp. | Título                        | Dirigido por               | Escrito por                              | Fecha de emisión original | Audiencia (millones) |
| ------------ | ------------ | ----------------------------- | -------------------------- | ---------------------------------------- | ------------------------- | -------------------- |
| 1            | 1            | «Weasels and Ostriches»       | Bob Fisher y Rob Greenberg | Bob Fisher, Rob Greenberg y Dan Sterling | 16 de febrero de 2023     | 2.09                 |
| 2            | 2            | «Rabbits and Pythons»         | Bob Fisher y Rob Greenberg | Bob Fisher, Rob Greenberg y Dan Sterling | 23 de febrero de 2023     | 1.60                 |
| 3            | 3            | «Cougars and Kangaroos»       | Bob Fisher y Rob Greenberg | Bob Fisher, Rob Greenberg y Dan Sterling | 2 de marzo de 2023        | 1.48                 |
| 4            | 4            | «Dogs and Bears and Minks»    | Jay Chandrasekhar          | Emily Towers                             | 9 de marzo de 2023        | 1.30                 |
| 5            | 5            | «Cows and Raccoons»           | Jay Chandrasekhar          | Jen Jackson                              | 16 de marzo de 2023       | 1.48                 |
| 6            | 6            | «Skunks and Llamas»           | Chris Koch                 | Jim Brandon y Brian Singleton            | 23 de marzo de 2023       | 1.31                 |
| 7            | 7            | «Peacocks and Pumas»          | Jay Chandrasekhar          | Tad Quill y Dan Sterling                 | 30 de marzo de 2023       | 1.19                 |
| 8            | 8            | «Hellhounds and Sturgeons»    | Chris Koch                 | Sam Shanker                              | 6 de abril de 2023        | 1.25                 |
| 9            | 9            | «Dogs and Geese»              | Chris Koch                 | Emily Towers, Jen Jackson y Sam Shanker  | 13 de abril de 2023       | 1.03                 |
| 10           | 10           | «Pigs and Minks»              | Robert Cohen               | Tad Quill y Dan Sterling                 | 20 de abril de 2023       | 1.02                 |
| 11           | 11           | «Birds and Foxes»             | Robert Cohen               | Tad Quill y Dan Sterling                 | 27 de abril de 2023       | 0.99                 |
| 12           | 12           | «Unicorns and Mountain Lions» | Robert Cohen               | Tad Quill y Dan Sterling                 | 4 de mayo de 2023         | 0.99                 |

### Segunda temporada (2024)
| N.º en serie | N.º en temp. | Título                     | Dirigido por               | Escrito por                           | Fecha de emisión original | Audiencia (millones) |
| ------------ | ------------ | -------------------------- | -------------------------- | ------------------------------------- | ------------------------- | -------------------- |
| 13           | 1            | «Raccoons & Mutts»         | Bob Fisher y Rob Greenberg | Bob Fisher, Rob Greenberg y Tad Quill | 6 de marzo de 2024        | 1.62                 |
| 14           | 2            | «Cats and Monkeys»         | Bob Fisher y Rob Greenberg | Bob Fisher, Rob Greenberg y Tad Quill | 13 de marzo de 2024       | 1.54                 |
| 15           | 3            | «Tortoises and Labradors»  | Natalia Anderson           | Bob Fisher, Rob Greenberg y Tad Quill | 20 de marzo de 2024       | 1.29                 |
| 16           | 4            | «Big Dogs and Mini Horses» | Natalia Anderson           | David Feeney                          | 27 de marzo de 2024       | 1.51                 |
| 17           | 5            | «Dogs and Chickens»        | Jay Chandrasekhar          | Sam Shanker                           | 10 de abril de 2024       | 1.48                 |
| 18           | 6            | «Bunnies and Veggies»      | Molly McGlynn              | Jim Brandon y Brian Singleton         | 17 de abril de 2024       | 1.47                 |
| 19           | 7            | «Skunks and Swans»         | Molly McGlynn              | Emily Towers                          | 24 de abril de 2024       | 1.44                 |
| 20           | 8            | «Bulls and Potbellies»     | Clark Mathis               | Jen Jackson                           | 1 de mayo de 2024         | 1.21                 |
| 21           | 9            | «Beagles and Lemurs»       | Clark Mathis               | Natasha Williams                      | 8 de mayo de 2024         | 1.26                 |

### Tercera temporada (2025)
| N.º en serie | N.º en temp. | Título                             | Dirigido por               | Escrito por                   | Fecha de emisión original | Audiencia (millones) |
| ------------ | ------------ | ---------------------------------- | -------------------------- | ----------------------------- | ------------------------- | -------------------- |
| 22           | 1            | «Giraffes, Gorillas, and Penguins» | Bob Fisher y Rob Greenberg | Jim Brandon y Brian Singleton | 2 de enero de 2025        | 1.33                 |
| 23           | 2            | «Rattlers and Gators»              | Bob Fisher y Rob Greenberg | David Feeney                  | 9 de enero de 2025        | 1.11                 |
| 24           | 3            | «Goats, Snakes, and Dogs»          | Jay Chandrasekhar          | Brad Stevens y Boyd Vico      | 16 de enero de 2025       | 1.25                 |
| 25           | 4            | «Baby Kangaroos and Chickens»      | Jay Chandrasekhar          | Sam Shanker                   | 23 de enero de 2025       | 1.06                 |
| 26           | 5            | «Hot Dogs and Lobsters»            | Natalia Anderson           | Jen Jackson                   | 30 de enero de 2025       | 1.17                 |
| 27           | 6            | «Buffalo and Beavers»              | Natalia Anderson           | Emily Towers                  | 13 de febrero de 2025     | 1.29                 |
| 28           | 7            | «Ducks and Penguins»               | Clark Mathis               | Dan Sterling                  | 20 de febrero de 2025     | 1.13                 |
| 29           | 8            | «Party Animals»                    | Clark Mathis               | Annie C. Wright               | 27 de febrero de 2025     | 1.04                 |
| 30           | 9            | «Retrievers and Fruit Bats»        | Natalia Anderson           | Brad Stevens y Boyd Vico      | 6 de marzo de 2025        | 0.97                 |
| 31           | 10           | «Strays and Lovebirds»             | Natalia Anderson           | Tad Quill                     | 13 de marzo de 2025       | 0.94                 |

## Producción
En julio de 2022, se anunció que Fox había dado una orden directa de serie a Animal Control de Bob Fisher, Rob Greenberg, Dan Sterling y Fox Entertainment. En octubre de ese año, Joel McHale se unió a la serie como protagonista y productor ejecutivo. Vella Lovell y Ravi Patel se unieron al reparto ese mismo mes. La mayor parte de la serie se rodó en Vancouver, entre el 31 de octubre de 2022 y el 25 de enero de 2023. El 10 de mayo de 2023, Fox renovó la serie para una segunda temporada. La segunda temporada se estrenó el 6 de marzo de 2024. El 6 de febrero de 2024, antes del estreno de la segunda temporada, Fox renovó la serie para una tercera temporada. La tercera temporada se estrenó el 2 de enero de 2025. El 7 de mayo de 2025, Fox renovó la serie para una cuarta temporada.

## Recepción

### Críticas
El sitio web agregador de reseñas Rotten Tomatoes informa de un índice de aprobación del 60%, basado en 10 reseñas, con una calificación promedio de 6/10. En Metacritic, la serie tiene puntaje promedio ponderado de 68 sobre 100, basado en 7 reseñas, lo que indica «reseñas generalmente favorables».

### Respuesta de PETA
La serie ha sido criticada por PETA por utilizar animales vivos en el rodaje en lugar de CGI, VFX u otras tecnologías.

### Audiencias
| Temporada | Horario (ET)         | Episodios | Primera emisión       | Primera emisión      | Última emisión      | Última emisión       | Prom. de espectadores (millones) |
| Temporada | Horario (ET)         | Episodios | Fecha                 | Audiencia (millones) | Fecha               | Audiencia (millones) | Prom. de espectadores (millones) |
| --------- | -------------------- | --------- | --------------------- | -------------------- | ------------------- | -------------------- | -------------------------------- |
| 1         | jueves 9:00 p. m.    | 12        | 16 de febrero de 2023 | 2.09                 | 4 de mayo de 2023   | 0.99                 | 1.31                             |
| 2         | miércoles 9:00 p. m. | 9         | 20 de febrero de 2024 | 1.62                 | 8 de mayo de 2024   | 1.26                 | 1.42                             |
| 3         | jueves 9:00 p. m.    | 10        | 2 de enero de 2025    | 1.33                 | 13 de marzo de 2025 | 0.94                 | 1.13                             |